# Janathipathiya Samrakshana Samithy
Janathipathiya Samrakshana Samithy ("Föreningen för demokratins beskydd") är ett politiskt parti i Kerala i södra Indien. Det bildades 1994, då CPI(M)-ledaren K.R. Gouriamma uteslöts ur CPI(M).
Partiet ingår i United Democratic Front, den allians i Kerala som leds av Kongresspartiet. Partiet har fyra ledamöter i Keralas delstatsförsamling (totalt hade man i delstatsvalet 2001 lanserat fem kandidater). K.R. Gouriamma, vald från valkretsen Aroor, är för närvarande[när?] jordbruksminister i Keralas delstatsregering.
K.R. Gouriamma är änka till Communist Party of India-ledaren T.V. Thomas.
JSS anses domineras av Ezhavakastet.
Massorganisationer:
- Janathipathiya Yuva Samithy (JYS, Demokratiska Ungdomsföreningen)